# Publika
Publika  je manja ili veća skupina ljudi koja prati (gledatelji, slušatelji, posjetitelji ili sudionici) predstavu, emisiju, koncert, umjetničko djelo, utakmicu, itd. 
Publika je „konzument“ određenog (ili određenih) događaja.

## Vrste publike
Publika je utjecala i utječe na razvoj različitih oblika umjetnosti. Najveći umjetnički oblik su masovni mediji.
Neki događaji pozivaju otvoreno sudjelovanje publike, dok drugi omogućuju samo pljeskanje publike.
Različite vrste umjetnosti imaju različite nazive za publiku. To su na primer:
- Široka publika koja „konzumira” književnost su "čitatelji".
- Kazalište, glazba, slikarstvo, nogometna utakmica, i film imaju svoju publiku koja se zove, „gledatelji“.
- Videoigre imaju svoju publiku, nazivaju se „igrači“.
- Radio ima svoju publiku, nazivaju se „slušatelji“.
- TV ima svoju publiku koja se, ovisno od vrste emisije, nazivaju „gledatelji“ ili „sudionici“ (u zabavnim televizijskim programima takmičarskog karaktera, kviz i td.)